# Zorzi Trombetta da Modone
Zorzi Trombetta da Modone, també conegut com a Zorzi di Nicolò o, erròniament, com a Giorgio Timbotta da Madon (Modone, c. 1420 - Venècia, abans de 1503), va ser un trompetista i trombonista italià de la República de Venècia.
Inicialment trompetista a les galeres de la flota de la República de Venècia, va ser posteriorment cap dels Piffari del Doge, iniciant una important "dinastia" de músics a la ciutat de la llacuna. Es creu que va ser el primer músic professional que va escriure música i el seu dibuix d'un trombó és el més antic que es coneix. A la primera meitat del segle xv va compondre un zibaldone que contenia informació sobre la vela i la construcció de vaixells i la vida a bord, amb dibuixos d'instruments musicals, notes sobre astronomia, enginyeria, música i molt més.

## Biografia

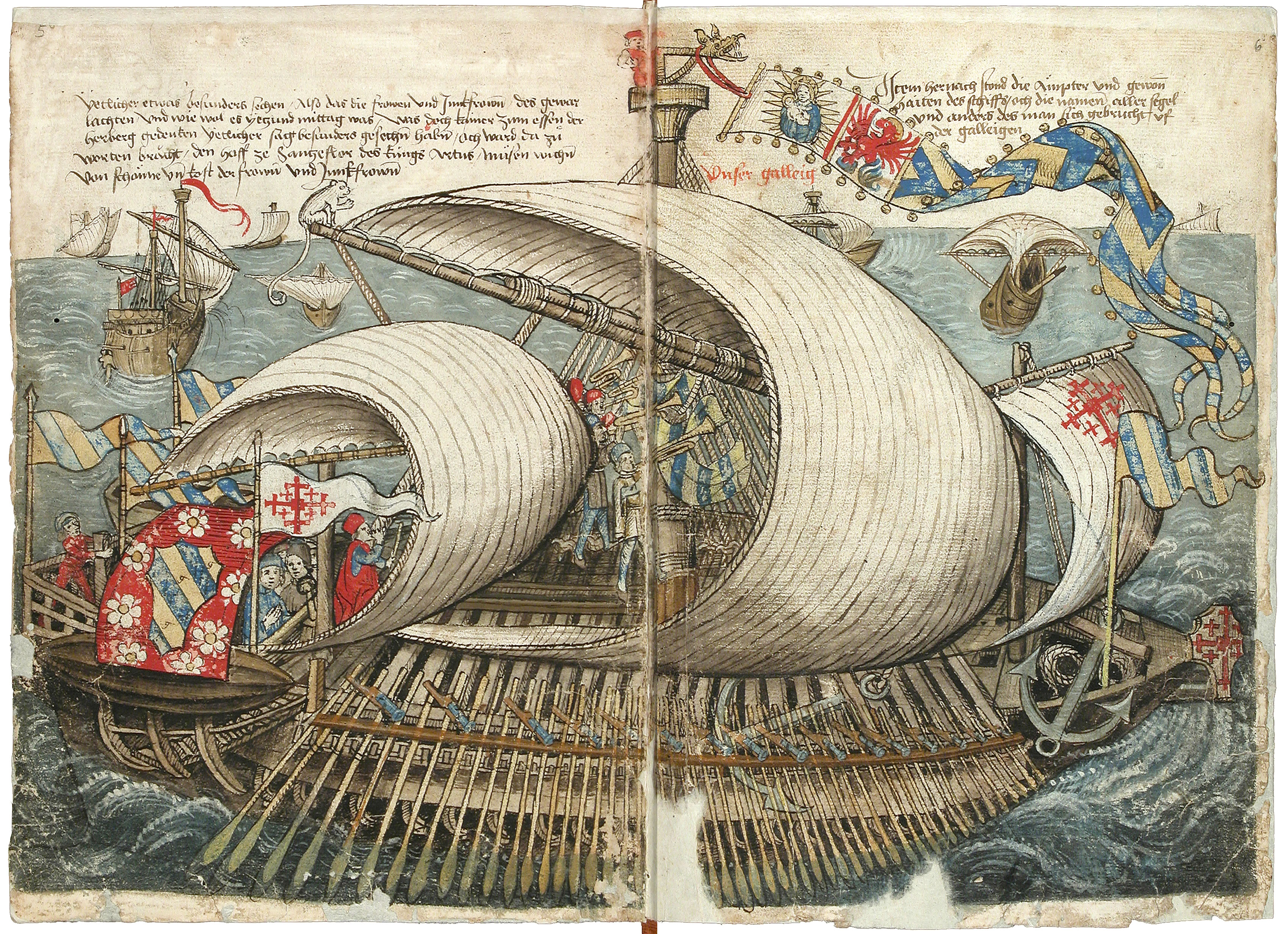
Una galera d 'Agostino Contarini representada al diari il·lustrat de Conrad Grünenberg sobre el seu pelegrinatge a Terra Santa el 1486 (Biblioteca Estatal de Karlsruhe, Cod. Sant Pere, pap. 32, ss. 5v-6r). Fixeu-vos en les quatre trompetes del centre del vaixell.

Zorzi di Nicolò va néixer probablement cap a l'any 1420. De fet, va començar a escriure el seu llibre el 1444, però ja el 1446 va començar a servir de trompetista (trompeta, de fet) a les galeres venecianes. En particular, les trompetes es van trobar a la "capitanie ", és a dir, les galeres grans o de mercat que guiaven la flota mercant de Venècia. Probablement no tenia més de 20-25 anys en aquell moment.
Amb molta seguretat, abans d'embarcar-se, el jove Zorzi va rebre una educació, potser en el seu Modone, una colònia veneciana a les costes del Peloponès. Per explicar el seu coneixement de la notació musical (tots els passatges del seu llibre es transcriuen amb una notació mensural simplificada, amb un contrapunt bastant cru i sense relació amb l'escriptura conreada contemporània) va imaginar el paper d'un professor eclesiàstic, que no hauria estat aliè. a un determinat tipus de coneixement musical.
Les trompetes de bord s’utilitzaven principalment per fer senyals entre embarcacions pertanyents al mateix estol d'una expedició. Gràcies als relats detallats del seu viatge a Terra Santa compilats per Santo Brasca i Félix Fabri, sabem que van anunciar l’inici i el final de l'esmorzar i el sopar, van trucar als ports per reunir la tripulació i els pelegrins. va saludar i va assenyalar la seva presència als vaixells amics, a més de jugar en ocasions especials, com durant la "parada devocional" al santuari de Santa Maria delle Grazie a Lesina. Pel que sembla, les sol·licituds d’entreteniment musical durant els llargs viatges també provenien dels mateixos oficials i patrons de les galeres, així com dels notables de les ciutats on la flota s’aturava per proveir-se. El mateix Zorzi assenyala a les seves notes que ha tocat (de pagament) per a casaments en almenys dues ocasions, a Kotor i Zara.
Fins al 1449, almenys, sabem que Zorzi va romandre ocupat a bord, a jutjar pel que estava escrit al seu quadern, mentre que pel que fa als anys 1479 - 1480 i 1494 - 1495 hi ha documentació de la qual es pot deduir que Zorzi vivia permanentment a Venècia. Malauradament, amb els coneixements que tenim en aquest moment, no hi ha manera de reconstruir amb certesa el període d'uns trenta anys que roman al descobert del 1450 al 1480. Podem imaginar que la darrera data del manuscrit coincideix amb la data de finalització del seu servei als vaixells i el seu trasllat a la ciutat, però no podem estar segurs.
Entre el 1480 i el 1495, Zorzi va estar afiliat a almenys tres confraries: la Scuola Grande di San Marco, la Scuola di Santa Maria dei Mercanti i la Scuola Grande di San Rocco. De fet, els músics eren molt buscats perquè a canvi d'una afiliació gratuïta estaven obligats a tocar durant les celebracions litúrgiques i els dies festius especials.
Però el document més antic, certament datat, que confirma la presència de Zorzi a Venècia és una resolució que es remunta al 7 de juliol de 1481, relativa a l'augment del salari del complex doge, que recull la llista dels jugadors en qüestió a la part inferior:
| Georgius Nicolai de Mothons      | tubet  |
| Hieronymus Georgij dicti filius  | tubet  |
|                                  |        |
| Petrus Nicolai de Ragusis        | pifari |
| Georgius Andree paduanus         | pifari |
| Bernardinus Sigismundi tarvisini | pifari |

La llista s’ha elaborat clarament amb un ordre molt precís, en primer lloc dividint el llautó (tubet) de les canyes (pifari). Però molt probablement Zorzi (aquí indicat amb el patronímic Nicolai, o "de Nicolò") apareix en la primera posició pel seu paper i prestigi dins del complex. La seva antiguitat i la seva importància semblarien confirmades pel fet que la segona posició l'ocupa el seu fill Girolamo, el primer dels tres que formaran part del conjunt doge. El nom de "trombó Alvise", el segon fill, apareix en una resolució d'assumpció del 23 de gener de 1490, augmentant així el nombre de llautons a tres. Es tracta d'un nombre inusual per a l'època: deduïm que el paper de la gent gran Zorzi era a hores d'ara el de la direcció i ja no el d'un jugador actiu, mantenint-se tan influent com per contractar un altre dels seus fills per a una formació que de fet ja estava ple. El que suposem que és el tercer fill apareix en un escrit de la Scuola Grande di San Rocco, datable entre 1494-1495:
| Ser Çorçi de Nicholò [de Modon] |                       |
| Ser Bernardin de Sigismondo     | pifaro                |
| Ser Nicolò [de Clementi]        | pifaro ["contra alt"] |
| Ser Zorzi d'Andrea              | pifaro                |
| Ser Alvixe de Zorzi             | trombó                |
| Ser Jerònim de Zorzi            | trombó                |
|                                 |                       |
| Ser Bortholamio de Zorzi        | [afegit a brosura]    |

Observeu com la llista subdivideix de nou els membres del conjunt segons l'instrument que toca, però encara situa Zorzi al primer lloc pel seu paper de líder, tot i formar part tècnicament dels trombons.

## Elllibre de notes

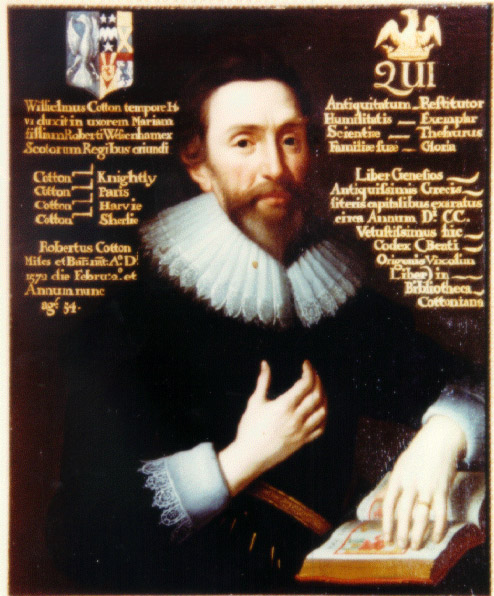
Retrat de Sir Robert Cotton de 1626, atribuït a Cornelis Janssens van Ceulen.

Composta entre 1444 i 1449 per Zorzi "Trombetta" da Modone, ja es trobava a Anglaterra un segle després: de fet estava lligada en un codi divers amb altres manuscrits recollits per Sir Robert Bruce Cotton (1571 - 1631). L'anomenada Biblioteca Cottoniana va passar després als hereus i finalment va ser donada al govern anglès el 1700. El 1731 el volum va sobreviure amb un mínim dany en un incendi que va destruir molts altres manuscrits de la col·lecció i el 1753 va passar a formar part de la col·lecció del Museu Britànic. Avui es troba a la col·lecció de la Biblioteca Britànica. El manuscrit, indicat com Cotton MS Titus A XXVI, només es pot consultar a la British Library amb una carta de presentació.
Tot i que la descripció del contingut del manuscrit de Trombetta al lloc web de la British Library és força incompleta, l'obra apareix –amb més detalls– a Un catàleg dels manuscrits de la biblioteca de Cottonian, dipositat al British Museum.

### Característiques
És un còdex de petit format (213x144mm) de fulls de paper amb filigrana, posteriorment enquadernats amb altres manuscrits. Escrita a llapis en venecià i acompanyada de dibuixos a tinta, es poden distingir tres mans diferents: la part inicial relativa a la música la van compondre dues mans diferents de les següents, referibles al mateix Zorzi Trombetta da Modone (així com als dibuixos).

### Estructura
- 2-8 Música
- Índex 8v
- 9-11v Les virtuts del romaní
- 12-16 veles mida i construcció de ' rig
- 16v-19v Problemes d'astronomia
- 20-23 Còpia d'una carta adreçada al Papa des de l'Índia, de 1441
- 23v-25v, 26v Fragments d'informes; cinc pàgines retallades, que probablement contenen més comptes
- 27v-28v Construcció naval
- 29v-36 Il·lustracions i descripcions de diverses màquines
- 37-60v Notes sobre problemes de construcció naval, vela i aritmètica amb exemples nàutics

### Contingut
Com es podia esperar d'un mariner que principalment era músic, la primera part del còdex conté un compendi de rondo baixmedieval també escrit en francès antic. Aquí hi ha dues altres mans (A i B), diferents de la del propietari, que en canvi és l'única de totes les seccions següents. És probable que Trombetta tingués un escriba que copiés una mica de música (A) quan va comprar el volum en blanc, i després li fes afegir un segon escriba (B) més endavant.
La resta del còdex conté altres "notes" sobre temes que interessaven personalment a Trombetta, com ara problemes matemàtics, que, però, no li són necessàriament atribuïbles. De fet, era una pràctica habitual de l'època crear – per a ús personal o no – una col·lecció de material procedent de diferents fonts, cosa de la qual també podem estar segurs aquí, com a mínim, en un cas, atès que Trombetta transcriu les dades d'un el problema és incorrecte, però aconsegueix arribar a la solució correcta.

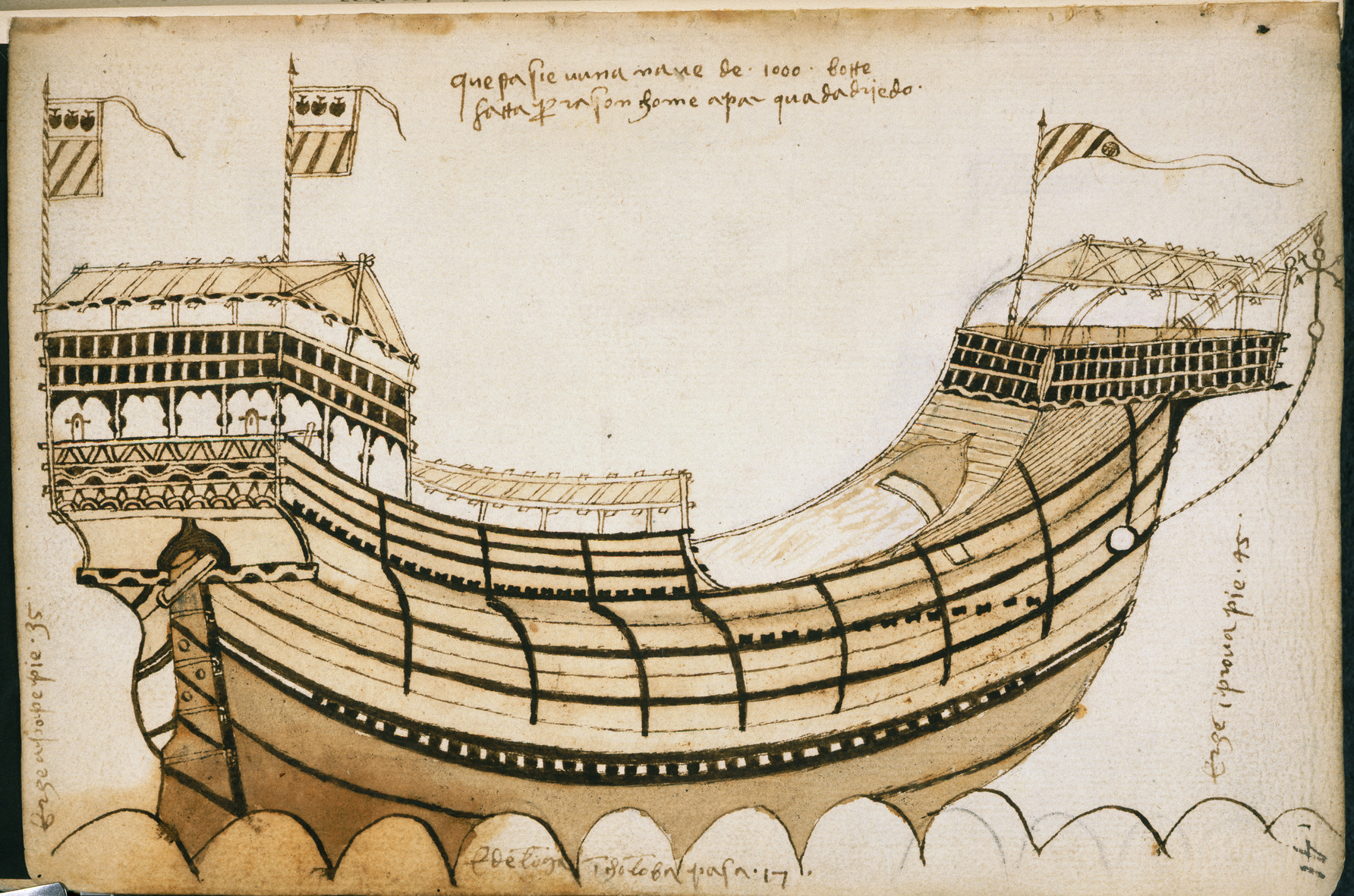
Dibuix contingut al manuscrit d'un vaixell de "1000 barrils" amb pancartes de la família Moro de Venècia. Zorzi Trombetta va fer un viatge sota el comandament de Lorenzo Moro sortint de Venècia cap a Azov, al mar Negre, l'agost de 1448. CottonTitus A. XXVI, fol. 41

Hi ha diverses pàgines dedicades a l'enginyeria militar, com ara construir ponts o disparar projectils. Altres es refereixen a la medicina, amb mètodes per aturar les hemorràgies nasals i les propietats del romaní. Tampoc no sorprèn la gran quantitat de material relacionat amb la navegació: una secció sobre el tall de les veles mostra paral·lelismes amb el llibre anònim de marinerat guardat a la Biblioteca Nacional de Florència (Magliabechiano, cl. XIX bacallà. 7) i amb les Reasons antique pertanyents a l'art del mar i fabricat de vasselli (Museu Marítim Nacional de Greenwich, NVT 19), així com altres manuscrits de l'època. Tot i que aparentment basat en les mateixes fonts que aquest últim, Zorzi Trombetta demostra que va gastar energia en reformular i corregir el text (o textos) a la seva manera. La part dedicada a la construcció naval també mostra una personalització de les fonts.
El volum també fa un seguiment de les petites transaccions econòmiques que van tenir lloc durant els innombrables viatges per guanyar diners extra, per exemple de les comandes de vi fetes a un productor de Modone (potser un familiar?) en benefici d'altres passatgers: una nota del 1448 esmenta dos membres de la tripulació, músics, com a destinataris d'aquesta transacció, indicant-los com a "Girardo pifaro" i "Bartolomeo pifaro".
Com que tots els mariners de l'època eren extremadament supersticiosos, Zorzi Trombetta no va deixar de transcriure algunes oracions i epigrames morals al seu propi llibre.
Entre 1446 i 1449, durant almenys tres viatges diferents, va afegir una sèrie d'anotacions a l'espai restant.
En estudiar les transcripcions ambitus de Zorzi (C ₂ - I 3) i la conducta melòdica d'obres polifòniques (en particular aquelles amb dues entrades), les hipòtesis que s’havien concebut per haver estat descartades el trombó o la trompeta natural, i la trompeta a la vista semblaria la destinació més acreditada. Pel que fa a les peces de tres parts, però, la hipòtesi més probable semblaria ser la d'un conjunt amb dos gaiters i una trompeta al seu abast.